# Поника
Пони́ка — село в Николаевском районе Ульяновской области.

## Происхождение названия
Современное название села — Поника, происходит от гидронима: ручья Поникого (или родника Поникий ключ) на котором и стоит поселение. Это название ручья связывают со словом «поникать», то есть «иссякать, исчезать, скрываться под землей».
Одно из старинных названий — Рождественское, происходит от Христорождественской церкви, некогда существовавшей в поселении.

### История названий
Названия села приведены в соответствии с указанными на картах соответствующих лет. Орфография сохранена.
- 1780 — Рожественское, Поникой Ключ тож[5]
- 1782 — Поникой Ключъ
- 1800 — Поникой Ключъ
- 1806 — Рождественское, Пониклой ключъ тожъ
- 1816 — Рождественско Поникой ключъ
- 1861 — Рождественское Паниной Ключъ; Рождественское (Паниной ключъ)
- 1862 — Пониной ключъ
- 1868 — Рождественское
- 1871, 1941, 1943, 1950 — Поника
- 1957 — Паника
- 1985, 1987, 2008 — Поника

## Описание имения в селе конца XIX века
8. Имение Поника Владимира Николаевича Насакина
Имение лежит в с. Понике, сызранского уезда, в 36 в. от г. Кузнецка и в 6 верстах от ст. Никулино.
Всей земли в имении 1544 каз. дес.: по угодиям она распределяется так: пахатной земли 1463 дес., сенокосов по оврагам 25 д, выгонов по высоким местам 19 д., усадебной земли 20 д., под прогонами и дорогами 5 д., неудобной 12 десятин.

Почва имения - глинистый и суглинистый чернозем; есть и супесчаный чернозем, не более 1/10 части всей пахатной земли. Подпочва - глина. По своему топографическому положению поля представляют возвышенное плато, покатое к югу.Министерство Земледелия и Государственных Имуществ

## История
Село образовалось в конце XVII в. при раздаче земель «служилым симбирянам», его основателем был граф Ульянин.
отказали в 7191 [1683] году симбирянам Дмитрию Кислинскому, Григорию Шильникову, Афанасию да Кондратию Романовым, Акиму Ерофееву, Ивану Окулову, Леонтию Алашееву, Михайле Романову по 70 четей, Луке Иглину, Илье Насакину, Ивану Романову, Кузьме и Терентию да Ивану, да Афанасию Шильниковым, Ивану Аверкиеву, Ивану Сухову, Козьме Окулову по 60 четей.
В 1709 году построена Христорождественская церковь, от которой и происходило второе название села: Рождественское.
В 1722 году выселением из Поники образовалось село Елшанка.
В 1723 году, на момент 1-й подушной переписи, упоминается как сельцо Рождественское, Поникой ключ. Помещики: Мошенские, Симоновы, Обуховы, Пилюгины и пр..
В 1750 году выходцами из Поники была создана деревня Ключики Поника тож, находившаяся к Северо-Западу от Поники.
В 1780 году было создано Симбирское наместничество и село Рождественское (Поникой ключ тож) при речке Понике перешло из Саранского уезда в Канадейский уезд. По ревизским сказкам в селе было 6 однодворческих душ и 347 душ помещичьих крестьян. Из помещиков в Понике на тот год проживал надворный советник Василий Васильевич Грязнов.
В 1783 году помещица Ирина Васильевна Грязнова построила Богоявленскую церковь, которая, судя по карте плана генерального межевания 1806 года и метрическим книгам, какое-то время сосуществовала с Христорождественской церковью. Христорождественская церковь перестает упоминаться в метрических книгах в 1825 году.
С развитием почтового сообщения через Понику протянулся почтовый тракт Карсун-Кузнецк.
В 1840 году капитан Николай Александрович Насакин (1795—1859) купил/привез в Понику большое число крестьян.
На 1859 год в Понике было 153 двора, 1172 жителя: 602 мужчины и 570 женщин.
На 1861 год, как видно по карте, в Понике была ветряная мельница.
В XIX в. выселением из Поники части крестьян образовалось сельцо Николаевка.
С 1873 года в Понике действует земская школа.
На 1884 год в Понике Елшанской волости было 224 двора, 1401 житель: 676 мужчин, 725 женщин.
В 1891 году Александр Архангельский, окончивший курс в семинарии и бывший учителем Поникской школе, был произведён из дьякона в священники.
В 1892 году Симбирская епархия разрешила Владимиру Николаевичу Насакину построить на его собственные средства новый деревянный храм.
В 1897 году в Понике Никулинской волости было 1409 жителей: 710 мужчин и 699 женщин. Из них от 8 до 12 лет: мальчиков 59, девочек 56, а всего 115
В 1897 году В. Н. Насакин был попечителем Поникского начального народного училища.
В 1900 году прихожанами Богоявленской церкви непосредственно из Поники было 1447 человек: 729 мужчин и 718 женщин. Количество дворов в Понике — 182. Входило в состав 3-го благочиннического округа Сызранского уезда Симбирской губернии.
В 1913 году в Понике было 244 двора, 1423 жителя, 2 церкви, школа, волостное правление.
На 1914 год входило в состав 3-го благочиннического округа Сызранского уезда Симбирской губернии.
В 1919 году на базе помещичьих имений началось создание коллективных хозяйств, но в 1922 году Поникский колхоз, включавший 45 десятин земли, был ликвидирован по причине экономической нищеты.
В 1926 году 1585 жителей, ветеринарно-фельдшерский пункт.
Перед пахотой 1930 года в Поникском колхозе осталось 141 хозяйство из 360.
В 1930 году бюро Николаевского райкома ВКП(б) приняло постановление: организовать животноводческое товарищество в Понике.
Во время раскулачивания крестьян в 1930-1931 годах было допущено множество ошибок, но впоследствии эти ошибки были признаны и в Понике было восстановлено 19 из 43 раскулаченных дворов.
На 1935 год в Понике функционировала неполная средняя школа, директором которой была М. И. Орлова.
В 1996 году в Понике было 677 жителей, школа, Дом культуры, библиотека, фельдшерско-акушерский пункт, СПК «Путь Ленина», Памятник-обелиск землякам, погибшим в ВОВ.
В 2002 году в Понике было 512 жителей.
В 2010 году в Понике был 381 житель.
В 2013 году летом сгорел дом помещика Владимира Николаевича Насакина, находившийся рядом с церковью и использовавшийся в Советское время как сельский клуб.
В 2016 году началось восстановление Богоявленской церкви.
В 2016 году уроженец села Поника, Сергей Голованов выпустил  документальный фильм про Понику под названием  " Поника. История зарождения"   
27 января 2017 года прошла первая служба в возрожденной Богоявленской церкви, теперь переименованной в храм Равноапостольной Нины.

## Достопримечательности
- В Понике сохранилась Богоявленская церковь 1783 года постройки, её возраст превышает 200 лет, ныне объект культурного наследия Ульяновской области — Храм равноапостольной Нины [22][23][24][25]

- В Понике имеется памятник-обелиск «Вечная слава землякам, погибшим в боях за защиту родины. 1917—1920 г. 1941—1945 г.».

## Население
| 1780 | 1859  | 1884  | 1900  | 1913  | 1996 | 2002 |
| ---- | ----- | ----- | ----- | ----- | ---- | ---- |
| 353  | ↗1172 | ↗1401 | ↗1447 | ↘1423 | ↘677 | ↘512 |
| 2010 |       |       |       |       |      |      |
| ↘381 |       |       |       |       |      |      |

## Улицы
| - улица Советская - улица Специалистов - улица Молодёжная - улица Новая - улица Мира | - улица Полозовка - улица Ленина - улица Нагорная - переулок Садовый |